# Островска низина
Островската низина е низина в Северозападна България, Западната Дунавска равнина, област Враца. Разположена е между река Дунав на север и селата Лесковец на запад и Остров на изток.
Дължината на низината от запад на изток е 11,6 km, а максималната ѝ ширина от север на юг е 4 km. Площта ѝ е 25,6 km2, с превишение от 2,5 до 6 м над нивото на река Дунав. Низината представлява заливна тераса на река Дунав, като приречната част е по-издигната и навълнена от малки и ниски ридове (т.н. гредове), а тилната е по-ниска, като в миналото е била заблатена – Островско блато. В низината са извършени отводнителни и напоителни мероприятия и са изградени крайречни диги.
Земите са добре усвоени и са заети със зърнени, технически, влакнодайни, маслодайни и зеленчукови култури.
В двата края на низината, в по-високите части са разположени две села Лесковец и Остров.
По югозападната периферия на низината на протежение от 8,5 км преминава участък от второкласен път № 11 от Държавната пътна мрежа Видин – Лом – Оряхово – Никопол.

## Топографска карта
- Лист от карта K-35-1. Мащаб: 1 : 100 000.
- Лист от карта K-35-13. Мащаб: 1 : 100 000.